# Sikoly 2.
A Sikoly 2 (Scream 2) 1997-ben bemutatott amerikai horrorfilm, amelyet Wes Craven rendezett. A Sikoly-filmek második része.

## Cselekmény
|  | Alább a cselekmény részletei következnek! |

Egy este, a Windsor Egyetem két végzős hallgatója, Maureen Evens és párja Phil Stevens, a Döfés című film, premier előtti vetítésen vesznek részt. A film Gale Weathers, Woodsboro-i gyilkosságok című szerzeménye alapján készült. A film közben, Phil kimegy a mosdóba, ahol a szellemálarcos végez vele. Maureen-t pedig a nézők szeme láttára szurkálja halálra a moziteremben.
Másnap reggel, riporterek és újságírók tömege jelenik meg az egyetemi kisvárosban. Sidney is ott tanul: párjával Derek-kel, legjobb barátnőjével, Hallie-val, Randy-vel a másik Woodsboro-i túlélővel, és Mickey-vel, Derek haverjával. A városba érkezik a kotnyeles Gale Weathers, és a minden lében kanál Dewey Riley is. Gale a fiatal lány közelébe kerülve, megpróbál egy interjút készíteni vele és Cotton Weary-vel, akit anyja meggyilkolásával vádoltak. Sidney azonban dühösen felpofozza a riporternőt, és elviharzik. Aznap este a lány Hallie társaságában, egy lány szövetség partiján vesz részt. A szellemálarcos eközben megöli egy másik szövetség tagját, Cici Cooper-t.
Sidney és barátja, épp távoznának, de megjelenik a gyilkos és megsebesíti Derek-et. Gale másnap reggel, megtudja hogy Cici valódi neve Casey, és azt a következtetést vonja le, hogy egy másolós gyilkos terrorizálja a várost. Délután a riporternő, Randy-vel és Dewey-val beszélget, amikor a gyilkos felhívja őket. Gale és Dewey úgy döntenek hogy megkeresik a maszkost a campuson. Randy szóval tartja egy ideig, de miután a fiú felidegesíti hirtelen behúzza őt Gale operatőrének furgonjába, és brutálisan megöli. Sidney biztonsága érdekében, két védőtisztet rendelnek ki mellé.
Dewey és Gale este, betörnek az iskola videotárába, és éppen az egyetemen készült felvételeket nézik, amikor felfedezik hogy a gyilkos felvételei is a kazetták között vannak, melyen áldozatai utolsó pár percei láthatók. A maszkos felbukkan, és látszólag végez Dewey-val, amig Gale elbújik. A tisztek egy védett épületbe vinnék Sidney-t és Hallie-t, de megjelenik az álarcos és megöli őket. A két lány menekülőre fogja, de Hallie is életét veszti. Sidney visszamegy a campusba, és a színházteremből hangokat hall. Miután belép, felfedezi Derek-et az egyik díszlethez kötözve. Ki akarja szabadítani, de megjelenik a gyilkos, és felfedi magát: Mickey az.
Miután végez Derek-kel, elmondja Sid-nek hogy azért követte el a gyilkosságokat, hogy híres legyen. Ezután megérkezik Debbie Salt akiről eddig azt hitték hogy egy riporter, fegyvert fogva Gale-re. A nő, nem más mint Billy Loomis anyja. Bosszúból, fia halála miatt, meg akarja ölni Sidney-t. Mickey elmondja, hogy online ismerkedett meg Mrs. Loomis-al, és az asszony fizette a tandíját. A nő azonban lelövi a fiút, mert lebuktatná. Még Gale-t is megsebesíti, aki beesik a színpad alá. Ezután Sidney életére tör, de megjelenik Cotton aki végez Debbie-vel. Gale váratlanul felbukkan, Sidney pedig fejbelövi Mrs. Loomis-t, hogy az biztosra menjen. Megérkezik a rendőrség, és a mentők megtalálják Dewey-t is, aki túlélte a támadást.
A riporterek Sidney-t bombáznak kérdéseikkel, de megkéri őket hogy Cotton-tól kérdezzenek, hisz ő az igazi hős.
|  | Itt a vége a cselekmény részletezésének! |

## Szereplők
| Szerep                      | Színész               | Magyar hang           |
| --------------------------- | --------------------- | --------------------- |
| Sidney Prescott             | Neve Campbell         | Szénási Kata          |
| Dwight "Dewey" Riley        | David Arquette        | Németh Gábor          |
| Gale Weathers               | Courteney Cox         | Náray Erika           |
| Cotton Weary                | Liev Schreiber        | Megyeri János         |
| Randy Meeks                 | Jamie Kennedy         | Reisenbüchler Sándor  |
| Casey "Cici" Cooper         | Sarah Michelle Gellar | Mezei Kitty           |
| Derek Feldman               | Jerry O’Connell       | Bolba Tamás           |
| Mickey Altieri              | Timothy Olyphant      | Fekete Zoltán         |
| Maureen Evans               | Jada Pinkett Smith    | Rudolf Teréz          |
| Casey a Döfés című filmben  | Heather Graham        | Papp Ági              |
| Sidney a Döfés című filmben | Tori Spelling         | Keönch Anna           |
| Billy a Döfés című filmben  | Luke Wilson           | Pálmai Szabolcs       |
| Debbie Salt/Nancy Loomis    | Laurie Metcalf        | Grúber Zita           |
| Lois nővér                  | Rebecca Gayheart      | Haumann Petra         |
| Murphy nővér                | Portia de Rossi       | Dögei Éva             |
| Phil Stevens                | Omar Epps             | Bede-Fazekas Szabolcs |
| Hallie McDaniel             | Elise Neal            | Kiss Virág            |
| Lewis Hartley rendőrfőnök   | Lewis Arquette        | Melis Gábor           |
| Joel Jones                  | Duane Martin          | Fesztbaum Béla        |
| Dawnie                      | Marisol Nichols       |                       |
| Cici barátnője a telefonban | Selma Blair           |                       |
| Orvos                       | Wes Craven            |                       |

## Filmzene
1. D'Angelo – "She's Always in My Hair"
2. Nick Cave and the Bad Seeds – "Red Right Hand"
3. The Eels – "Your Lucky Day in Hell"
4. Dave Matthews Band – "Help Myself"
5. Jessica Craven és Michael Maccini – "Take Away the Fear"
6. Everclear – "The Swing"
7. Foo Fighters – "Dear Lover"
8. Master P feat. Silkk Tha Shocker – "Scream"
9. Kottonmouth Kings – "Suburban Life"
10. The Jon Spencer Blues Explosion – "Right Place Wrong Time"
11. Collective Soul – "She Said"
12. Less Than Jake – "I Think I Love You"
13. Tonic – "Eyes of Sand"
14. Sugar Ray – "Rivers"
15. Duane Eddy – "Brothers"
16. Duane Eddy – "Secure"

## Díjak, jelölések
| Év   | Díj                             | Kategória                                       | Jelölt             | Eredmény |
| ---- | ------------------------------- | ----------------------------------------------- | ------------------ | -------- |
| 1998 | ASCAP Award                     | Top Box Office Films                            | Marco Beltrami     | Elnyerte |
| 1998 | Saturn Award                    | Legjobb színésznő                               | Neve Campbell      | Jelölve  |
| 1998 | Saturn Award                    | Legjobb horrorfilm                              |                    | Jelölve  |
| 1998 | Saturn Award                    | Legjobb női mellékszereplő                      | Courteney Cox      | Jelölve  |
| 1998 | Blockbuster Entertainment Award | Kedvenc színész – Horror                        | David Arquette     | Elnyerte |
| 1998 | Blockbuster Entertainment Award | Kedvenc színésznő – Horror                      | Neve Campbell      | Elnyerte |
| 1998 | Blockbuster Entertainment Award | Kedvenc férfi mellékszereplő – Horror           | Jamie Kennedy      | Elnyerte |
| 1998 | Blockbuster Entertainment Award | Kedvenc színésznő – Horror                      | Courteney Cox      | Jelölve  |
| 1998 | Blockbuster Entertainment Award | Kedvenc női mellékszereplő – Horror             | Jada Pinkett Smith | Jelölve  |
| 1998 | IHG Award                       | Legjobb film                                    |                    | Jelölve  |
| 1998 | MTV Movie Award                 | Legjobb női alakítás                            | Neve Campbell      | Elnyerte |
| 1998 | Golden Reel Award               | Legjobb hangvágás – Zene (Külföldi és belföldi) |                    | Jelölve  |
| 1998 | Razzie Award                    | Legrosszabb új sztár                            | Tori Spelling      | Jelölve  |